# Saddukéer
Saddukéer, även Sadducéer, var ett parti inom judendomen med företrädesvis medlemmar från översteprästerna och överklassen som verkade vid tiden runt Kristi födelse. I Nya Testamentet utmålas de som Jesu huvudmotståndare i samband med korsfästelsen. Saddukéerna var under tiden kring Jesu liv ett viktigt religiöst och politisk parti och deras största motståndare var fariséerna som hade större folklig förankring. De erkände inte den fariséisk-rabbinska tolkningstraditionen i den s.k. muntliga lagen och godtog inte de religiösa idéer som utvecklades om uppståndelselära eller änglatro. Det sägs också att de var fiender till Qumransekten som i huvudsak utgjordes av Esseerna, ett annat judiskt samtida parti.
Saddukéerna samarbetade med den romerska administrationen under ockupationen för att stärka sin egen maktställning. De var religiöst mer konservativa än fariséerna men politiskt beredda till långtgående samarbete med hellenistisk-romerska kretsar. Man tror att saddukéerna fått sitt namn efter prästen Sadok, som var stamfader till en av de gamla prästsläkterna. 
Saddukéernas tankar om vad som var religiöst rätt skilde sig markant från vad fariséerna tyckte. Man ansåg att det som stod skrivet i Mose lag (Mos 1-5) skulle vara det som gällde och det man följde. Man ville inte höra talas om någon av de nya religiösa idéerna och lagar som vuxit fram senare. Man trodde till exempel inte på sådant som änglar, andar eller uppståndelsen liksom att man inte trodde på straff och belöning efter döden. Man ansåg att Gud inte lade sig i den lilla människans liv utan att hon hade en fri vilja. 
Det högsta prästerskapet, alltså överklassen, var det skikt som Saddukéerna tillhörde. Dessa prästerskapsfamiljer var de som hade hand om den offentliga tempelkulturen. Eftersom man ville behålla sin status och makt höll man sig väl med romarna. Och så länge tempelkulturen fick vara i fred så medverkade de gärna i den romerska kulturen och hade ingenting emot de hellenistiska influenserna. Detta var något som retade andra, man ansåg att prästerskapets renhet spelade stor roll med tanke på deras nära kontakt med templet som var det religiösa centrumet. I den nya religiösa tiden som kom efter templets fall fick Saddukéerna nya uppgifter och miste därmed sin makt.